# Fondation Romanov pour la Russie
 (novembre 2015).
Si vous disposez d'ouvrages ou d'articles de référence ou si vous connaissez des sites web de qualité traitant du thème abordé ici, merci de compléter l'article en donnant les références utiles à sa vérifiabilité et en les liant à la section « Notes et références ».
La Fondation Romanov pour la Russie (en russe : Фонд Романовых для России) est une association de bienfaisance créée et dirigée par certains membres de la famille Romanov. Elle est chargée de venir en aide aux nécessiteux russes. Le président de la fondation est le prince Dimitri Romanovitch de Russie.

## Création de la fondation
Le 27 juin 1992 sept princes (membres de l'Association Famille Romanov) se réunirent à Paris, ils prirent la décision de créer un fonds de bienfaisance pour les nécessiteux de Russie. Ces sept princes furent :
- Nicolas Romanovitch de Russie
- Dimitri Romanovitch de Russie
- Andreï Andreïevitch de Russie
- Michel Feodorovitch de Russie
- Nikita Rostislavovitch de Russie
- Alexandre Nikitich de Russie
- Rostislav Rostislavovitch de Russie

## Les différentes œuvres charitables de la fondation
- Soulager et venir en aide aux personnes nécessiteuses, en détresse pour différentes raisons sociales, politiques ou financières.
- Faciliter la scolarisation de ces enfants
- Faciliter la progression de la religion
- Favoriser le développement de cette œuvre de bienfaisance destinée aux personnes pauvres de Russie par des dons financiers ou autres actions charitables.

## Premier voyage en Russie pour évaluer les besoins des nécessiteux
En juillet 1993, le prince Dimitri Romanovitch se rendit en Russie afin d'évaluer les besoins urgents des pauvres de ce pays. Les membres de la Fondation Romanov pour la Russie décidèrent de venir en aide aux enfants de Saint-Pétersbourg et de Moscou.

## Versement des dons à la fondation
Les dons sont versés soit au Président de la fondation, soit aux membres du comité de gestion.

### Livres édités afin de récolter des fonds destinés à la fondation
En 1993, le prince Dimitri Romanovitch de Russie écrivit et illustra un petit livre pour enfants intitulé Les Aventures de Mitki, ce petit livre narrant les aventures d'un petit ourson fut mis en vente afin de récolter des fonds pour la fondation.

## Listes des dons de bienfaisance versés à différentes institutions de Russie
Cette liste est non exhaustive.
Dans la région de Moscou :
- don pour un jardin d'enfants et accueil d'enfants malentendants
- don pour un centre d'enfants vivant dans les rues

Dans la région de Saint-Pétersbourg :
- don à un centre médical pour la réadaptation d'enfants non-voyants
- don pour l'hôpital pour enfants Sainte Marie-Madeleine
- Fourniture de vitamines pour les hôpitaux pour enfants

Dans la région de Kostroma :
- don à un centre pour jeunes délinquants.

## Source
- (en) Site officiel de la fondation